# Torneo Copa Betico Croes
Het Torneo Copa Betico Croes (Papiaments: Copa Betico Croes) is een jaarlijks nationaal voetbalbekertoernooi op Aruba, georganiseerd ter ere van de Arubaanse politieke leider en voorvechter van onafhankelijkheid, Betico Croes. Het toernooi wordt georganiseerd door de Arubaanse Voetbal Bond (AVB).

## Geschiedenis
Het toernooi werd in het leven geroepen ter nagedachtenis aan Betico Croes, die bekend stond als de vader van het Arubaanse Volk, vanwege zijn cruciale rol in de beweging voor Status aparte, wat in 1986 leidde tot een autonome status binnen het Koninkrijk der Nederlanden. De eerste editie vond plaats in het seizoen 2004/2005. Competities die voordien plaatsvonden waren onder meer tussen 1947 en 1973 de Koningin Wilhelmina wisselbeker en de Koningin Juliana beker. 

## Opzet
De Torneo Copa Betico Croes wordt middels een knock-outsysteem gespeeld. De formaties uit de eerste, zelfs tweede divisie, strijden in de voorrondes om acht teams te kwalificeren voor de ronde van 16. Vervolgens stromen de ploegen uit de eredivisie in. Rond Betico Croes Dag vindt de finale plaats in het Trinidadstadion in Oranjestad.
De deelnemende teams zijn afkomstig uit diverse competities en gemeenschappen op Aruba, wat zorgt voor een brede vertegenwoordiging van lokaal talent.

## Finales
| Jaar | Winnaar               | Titels | Uitslag | Finalist                 | Titels |
| ---- | --------------------- | ------ | ------- | ------------------------ | ------ |
| 2005 | SV Sportboys          | 1      | 3-1     | SV Sporting              | 1      |
| 2006 | SV Estudiantes        | 1      | 1-0     | SV Deportivo Nacional    | 1      |
| 2007 | SV Dakota             | 1      | 2-1     | SV Estrella              | 1      |
| 2008 | SV Britannia          | 1      | 3-2     | SV Deportivo Nacional    | 2      |
| 2009 | SV Britannia          | 2      | 1-1     | SV Estrella              | 2      |
| 2010 | SV Britannia          | 3      | 2-0     | SV La Fama               | 1      |
| 2011 | SV Britannia          | 4      | 4-1     | SV Bubali                | 1      |
| 2012 | SV Racing Club Aruba  | 1      | 5-1     | SV Dakota                | 1      |
| 2013 | SV Britannia          | 5      | 1-0     | SV Racing Club Aruba     | 1      |
| 2014 | SV Estrella           | 1      | 1-1     | SV Racing Club Aruba     | 2      |
| 2015 | SV Britannia          | 6      | 5-0     | SV Bubali                | 2      |
| 2016 | SV Racing Club Aruba  | 2      | 3-1     | SV Britannia             | 1      |
| 2017 | SV Britannia          | 7      | 2-1     | SV Dakota                | 2      |
| 2018 | SV Estrella           | 2      | 1-0     | SV Dakota                | 3      |
| 2019 | SV Dakota             | 2      | 4-0     | SV Independiente Caravel | 1      |
| 2020 | SV Racing Club Aruba  | 3      | 3-1     | SV Dakota                | 4      |
| 2021 | SV Racing Club Aruba  | 4      | 7-0     | SV La Fama               | 2      |
| 2022 | SV Racing Club Aruba  | 5      | 1-0     | SV La Fama               | 3      |
| 2023 | SV Britannia          | 8      | 1-0     | SV Deportivo Nacional    | 3      |
| 2024 | SV Deportivo Nacional | 1      | 2-0     | SV Dakota                | 5      |
| 2025 | SV Dakota             | 3      | 6-0     | SV Deportivo Nacional    | 4      |